# A Boy Named Sue
A Boy Named Sue è una canzone di Shel Silverstein resa popolare da Johnny Cash. Cash era all'apice della sua popolarità quando registrò la canzone dal vivo nel Carcere di San Quintino, in un concerto del 24 febbraio 1969. Il concerto fu filmato dalla Granada Television. In seguito il concerto fu pubblicato sull'album At San Quentin. La canzone divenne uno dei più grandi successi di Cash, rimanendo per tre settimane al 2º posto in classifica nel 1969.
La registrazione di Shel Silverstein fu pubblicata lo stesso anno col titolo Boy Named Sue, prodotta da Chet Atkins e Felton Jarvis.

## Descrizione
La canzone racconta la storia di un uomo che cerca di vendicarsi del padre che lo abbandonò a tre anni e il cui solo contributo fu di chiamarlo Sue, un nome da ragazza, che fu motivo di sofferenza e di derisione da parte di chiunque incontrasse. A causa di ciò, "Sue" crebbe forte e cattivo molto in fretta, sebbene si trasferisse spesso per via della vergogna che il suo nome gli dava. Infuriato per l'imbarazzo e i maltrattamenti che deve sopportare nella sua vita, Sue giura di trovare e di uccidere il padre, che gli ha dato un nome così orrendo.
A metà luglio Sue riesce a trovare il padre in una taverna di Gatlinburg, Tennessee. Fra i due comincia una lotta che continua fuori, in una strada piena di fango. Alla fine il padre di Sue ammette di essere "il figlio di puttana" ("the son of a bitch") che lo ha chiamato Sue e spiega come quel nome sia stato un atto d'amore: dato che sapeva che non sarebbe rimasto con il figlio, gli dette quel nome per essere sicuro che sarebbe cresciuto forte. Sue allora perdona il padre e i due si riconciliano. Sue chiude la canzone con la promessa che suo figlio si chiamerà con un nome diverso da Sue.

### Struttura
Il brano ha un insolito schema A-A-B-C-C-B, rotto solo nel punto centrale e alla fine; il testo è ricco di immagini vivide come "calciava come un mulo e mordeva come un coccodrillo" ("he kicked like a mule and he bit like a crocodile"). La canzone è eseguito soprattutto in stile talking blues.

### Censura
Essendo il pubblico statunitense molto conservatore negli anni sessanta, il termine "son of a bitch" fu censurato nella versione radio, e la parola "damn" nell'ultimo verso del brano fu rimossa. Entrambe le versioni sono disponibili su vari album e compilation.

### Ispirazione
La canzone fu ispirata da Jean Sheperd, amico di Shel Silverstein che da bambino fu spesso schernito dato che il suo nome sembrava femminile.
Il titolo potrebbe essere stato ispirato dall'avvocato Sue K. Hicks di Madisonville, Tennessee, un amico di John Scopes che acconsentì ad essere il pubblico ministero in quello che divenne noto come "Processo delle scimmie".
Nella sua autobiografia, Cash scrive che aveva letto un paio di volte la canzone: al concerto nel carcere di San Quintino infatti non sapeva le parole e nella registrazione filmata si può vedere come legga un pezzo di carta. Cash fu sorpreso di come la canzone ebbe successo tra il pubblico. Secondo Mithc Myers, biografo di Shel Siverstein, fu June Carter Cash che incoraggiò il marito ad eseguire la canzone.

## Classifiche (versione di Johnny Cash)
| Classifica (1969)                            | Posizione |
| -------------------------------------------- | --------- |
| U.S. Billboard Hot Country Singles           | 1         |
| U.S. Billboard Hot 100                       | 2         |
| U.S. Billboard Hot Adult Contemporary Tracks | 1         |
| Canadian RPM Country Tracks                  | 1         |
| Canadian RPM Top Singles                     | 3         |
| Canadian RPM Adult Contemporary Tracks       | 1         |
| Irish Singles Chart                          | 3         |
| U.K. Singles Chart                           | 4         |
| Dutch Top 40                                 | 13        |